# Mea muri tu
Mea muri tu è un singolo del rapper italiano Vale Lambo, pubblicato il 16 gennaio 2020. Il brano vanta le collaborazioni di MV Killa e Yung Snapp, quest'ultimo ha curato anche la produzione.

## Tracce
1. Mea muri tu – 3:14